# Pompejus' teater
Pompejus' teater (latin: Theatrum Pompeii, italiensk: Teatro di Pompeo), også kendt under andre navne, var en struktur i Antikkens Rom bygget under den sidste del af den romerske republikanske æra af Pompejus den Store. Da det stod færdig i 55 f.Kr. var det første permanente teater i Rom. Dens ruiner ligger ved, dét der i dag kendes som, Largo di Torre Argentina.
Et havekompleks med springvand og statuer var omgivet af de store søjlegange (porticus). Langs strækningen af den overdækkede arkade var værelser dedikeret til udstillingen af kunst og andre værker indsamlet af Pompejus under hans krigstogter. I den modsatte ende af havekomplekset lå Pompejus' curia, som dannede rammerne for forskellige politiske møder. Senatet ville ofte bruge denne bygning sammen med en række templer og haller, der opfyldte kravene til deres formelle møder. Curia er kendt som stedet, hvor Julius Cæsar blev myrdet af Brutus og Cassius under en session i Senatet den 15. marts 44. f.Kr.

## Navne
Pompejus teater havde en række navne på latin. Theatrum Pompeii var det mest almindelige, men det blev også kaldt Pompeiansk Teater (Theatrum Pompeianum), Marmorteatret (Theatrum Marmoreum), eller blot Teatret (Theatrum), da det "altid var det vigtigste teater i Rom".

## Historie

### Oprindelse
Pompejus betalte for dette teater for at vinde politisk popularitet under sin anden konsul-periode. I henhold til Plutarch blev Pompejus inspireret af sit besøg i 62 f.Kr. i et græsk teater i Mytilene. Dette er dog sandsynligvis ukorrekt, da teatret i Mytilini ville være blevet bygget ind i en bjergside og i modsætning til Pompejus' teater ikke havde en scaena. Hvis der kom inspiration fra dette teater, må det i høj grad have været omarbejdet eller kasseret, da Roms bygeografi gjorde et sådant projekt uhensigtsmæssigt. Byggeriet begyndte omkring 61 f.Kr.
Inden opførelsen af teatret var permanente sten-teatre blevet gjort forbudt, og for at omgå dette problem fik Pompejus bygge strukturen på Campus Martius uden for pomerium (eller den hellige grænse), der adskilte byen fra den ager Romanus (området umiddelbart uden for byen). Pompejus lod også bygge et tempel for Venus Victrix nær toppen af teatrets siddepladser; Pompejus hævdede derefter, at han "ikke havde [bygget] et teater, men snarere et tempel for Venus, hvortil jeg har tilføjet trinene til et teater". Dette blev gjort, i henhold til Tertullian, for at undgå censur, men påstanden var sandsynligvis sagt i spøg.
Kilderne om tidspunktet for indvielsen er modstridende. Plinius rapporterer, at det blev indviet i 55 f.Kr., året for Pompejus' andet konsulskab. Imidlertid bevarer Gellius et brev fra Ciceros frigivne mand, Tiro, der daterer indvielsen til Pompejus tredje konsulat i 52 f.Kr.; i brevet anmoder Pompejus om afklaring angående, om der skal indskrives consul tertio eller consul tertium. Det kan dog være, at forskellige dele af teatret – selve teatret, scaena, og det tilstødende tempel – blev færdiggjort på forskellige tidspunkter.
To forestillinger er forbundet med indvielsen: Clytemnestra af Accius og Equos Troianus enten af Livius Andronicus eller Gnaeus Naevius. Clodius Aesopus, en berømt tragisk skuespiller, blev trukket ud af pension for at kunne medvirke i teatrets åbningsshow. Showet blev også ledsaget af gladiatorkampe med eksotiske dyr. Visningen af Clytemnestra gav en mulighed for Pompejus til at genopføre sin tredobbelte triumf fra 61 f.Kr., hvor han repræsenterede sig selv både som Alexander den Store og som Agamemnon. Andre begivenheder blev også afholdt rundt omkring i byen i forbindelse med fejringen, herunder musikalske og gymnastiske konkurrencer sammen med hestevæddeløb.'

### Efter Pompejus' tid og Kejserperioden
Efter Pompejus nederlag samt hans efterfølgende drab i 48 f.Kr. under Den Store Romerske Borgerkrig (49 – 45 f.Kr.), brugte Cæsar teatret til at fejre triumfen over Pompejus styrker i Afrika. Teatret selv var stedet for det efterfølgende mord på Cæsar. På dette tidspunkt havde Senatet brugt forskellige lokationer til at afholde senatsmøder, da det gamle senatshuset var under renovering.
I 32 f.Kr. renoverede Octavian teatret og flyttede statuen af Pompejus (som havde været der hvor Cæsar var blev myrdet fra curia til scaena. Teatret brændte i 21 e.Kr., hvorefter Tiberius rekonstruerede og genopbyggede bygningen.  Under genopbygningen blev en statue af Sejanus sat op i teatret efter dekret fra Senatet, men den overlevede ikke Sejanus' undergang. De tiberiske restaureringer blev afsluttet under Caligula, men dedikeret af Claudius. Under Claudius' restaureringer blev hans navn – sammen med Tiberius – indskrevet ved siden af Pompejus.
Der var en brænd igen i 247 e.Kr., som ødelagde dele af teateret. Det blev senere restaureret under kejserne Diocletian og Maximian, kejser Honorius og Arcadius, og senere af Symmachus.
Et katalog udarbejdet i slutningen af det 4. århundrede registrerede, at teatrets siddepladser var 22.888 personer. Et moderne estimat af teaterets kapacitet, fra 1992 i En ny topografisk ordbog over det gamle Rom, angiver dets kapacitet til 11.000. Efter det vestromerske riges fald i 476 e.Kr forblev Pompejus' Teater i brug, og da byen Rom kom under det østgotiske kongeriges herredømme, blev strukturen igen renoveret mellem 507-511 e.Kr. Denne renovering ville dog være den sidste. Efter den destruktive gotiske krig (535-554) var der ikke behov for et stort teater, fordi Roms befolkning var faldet drastisk. Som følge heraf gik teatret i forfald.

### Fra middelalderen til nutiden
I løbet af den tidlige middelalder blev teatrets marmorbeklædning brugt som materiale til at vedligeholde andre bygninger. Da bygningen var placeret i nærheden af Tiberen, blev bygningen også regelmæssigt oversvømmet, hvilket forårsagede yderligere skade. Ikke desto mindre blev bygningens betonkerne stående og i det 9. århundrede e.Kr. fremgår det af pilgrimsguides fra denne tid, at stedet stadig fungerede som et teater. I det 12. århundrede var andre bygninger begyndt at trænge ind på resterne af teateret; to kirker, Santa Barbara og Santa Maria i Grotta Pinta blev bygget på stedet, hvor sidstnævnte sandsynligvis er blevet bygget over en af teatrets adgangskorridorer. Grundplanen på det gamle teater var dog stadig genkendelig. I 1140 omtalte en kilde ruinerne som Theatrum Pompeium, mens en anden omtalte det som "templet Cneus pompeii". I 1150 er Johannes de Ceca kendt for at have solgt en trillium eller rund struktur (dvs. teaterkurven) til en forfader af Orsini-familien. I 1296 blev stedet for teatret forvandlet til en fæstning af Orsini. Senere i middelalderen blev pladsen Campo de' Fiori bygget, og de resterende dele af teatret blev brudt for at levere sten til mange nyere bygninger, som stadig eksisterer i det moderne Rom.
I dag er der ikke meget synligt af det engang så majestætiske teater, da resterne af strukturen helt er blevet omsluttet af de strukturer, der ligger mellem Campo de' Fiori og Largo di Torre Argentina. De største intakte dele af teatret findes i Palazzo della Cancelleria, som brugte meget af den knoglefarvede travertin til sit ydre fra teatret. De store røde og grå søjler, der bruges i dets gårdhave, er fra portikerne på teatrets øverste overdækkede siddepladser; de blev dog oprindelig taget fra teatret for at bygge den gamle basilika S. Lorenzo. Og selv om selve teatret ikke længere kan skelnes, kan aftrykket af selve bygningen stadig spores; strukturens halvcirkelformede form kan i dag spores ved at gå østpå fra Campo de' Fiori gennem Palazzo Orsini Pio Righetti. Stien til Via di Grotta Pinta, nær Via dei Chiavari, følger også nogenlunde omridset af teatrets oprindelige scene. Dybt inde i fordybningerne af kældre og vinkældre i bygninger beliggende i Campo de' Fiori kan man stadig se buer og fragmenter af teatrets vægge og fundamenter. Grundplanen for Palazzo Pio afslører også, at mange af teatrets understøttende dele blev omdannet til vægge til nye rum. De buer, der blev efterladt efter teatrets forfald, førte endda til navnet på den førnævnte Santa Maria di Grotta Pinta (dvs. den "malede grotte").

### Moderne
- Barron, Michael (2009). Auditorium Acoustics and Architectural Design. Abingdon-on-Thames, UK: Routledge. ISBN 978-1-135-21925-3.
- Beacham, Richard C. (1996). The Roman Theatre and Its Audience. Cambridge, MA: Harvard University Press. ISBN 978-0-674-77914-3.
- Boëthius, Axel;  et al. (1978). Etruscan and Early Roman Architecture. New Haven, CT: Yale University Press. ISBN 9780300052909.
- Dyson, Stephen L (2010). Rome: a living portrait of an ancient city. Johns Hopkins University Press. ISBN 978-0-8018-9254-7.
- Erasmo, Mario (2010). Roman Tragedy: Theatre to Theatricality. Austin, TX: University of Texas Press. s. 83. ISBN 9780292782136.
- Erasmo, Mario (2020). "The Theatre of Pompey: staging the self through Roman architecture". Memoirs of the American Academy in Rome. 65: 43-69. doi:10.2307/27031294. ISSN 0065-6801. JSTOR 27031294. S2CID 259889439.
- Gagarin, Michael (2009). The Oxford Encyclopedia of Ancient Greece and Rome: Seven-volume set. Vol. 1. Oxford, UK: Oxford University Press. ISBN 978-0195170726.
- Gagliardo, Maria; Packer, James (2006). "A New Look at Pompey's Theater: History, Documentation, and Recent Excavation". Archaeological Institute of America. 110 (1).
- Kleiner, Fred S (2010). A History of Roman Art, Enhanced Edition (1 udgave). Wadsworth Publishing. ISBN 978-0495909873.
- Kuritz, Paul (oktober 1987). The Making of Theatre History. Upper Saddle River, NJ: Prentice Hall. ISBN 978-0-13-547861-5.
- Masson, Georgina (1983). The companion guide to Rome (6th US udgave). Prentice-Hall. ISBN 0-13-154609-0. OCLC 8907584.
- Middleton, John Henry (1892). The Remains of Ancient Rome. Vol. 2. Nabu Press. ISBN 978-1-148-09793-0.
- Painter, B (6. marts 2007). Mussolini's Rome: Rebuilding. London, UK: Palgrave Macmillan. ISBN 978-1-4039-8002-1.
- Platner, Samuel Ball (1911). The Topography and Monuments of Ancient Rome. Boston, Allyn and Bacon.
- Rehak, Paul (2009). Imperium and Cosmos: Augustus and the Northern Campus Martius (1 udgave). Madison, WI: University of Wisconsin Press. ISBN 978-0299220143.
- Richardson, L (1992). A new topographical dictionary of ancient Rome. Johns Hopkins University Press. s. 383-85. ISBN 978-0-8018-4300-6.
- Sandys, John Edwin (1910). A Companion to Latin studies. Cambridge, UK: Cambridge University Press.
- Sear, Frank (2006). Roman Theatres: An Architectural Study. Oxford, UK: Oxford University Press. ISBN 978-0-19-814469-4.
- Smith, William (1898). A Concise Dictionary of Greek and Roman Antiquities. Murray.
- Stamper, John W (2005). The architecture of Roman temples: the republic to the middle empire. Cambridge, UK: Cambridge University Press. ISBN 978-0521810685.
- Taylor, Rabun (2001). Public needs & private pleasures. L'Erma di Bretscheider. ISBN 978-88-8265-100-8.
- Tomlinson, Richard Allan (22. oktober 1992). From Mycenae to Constantinople: the evolution of the ancient city. Abingdon-on-Thames, UK: Routledge. ISBN 978-0-415-05998-5.
- Vince, Ronald W (1984). Ancient and Medieval Theatre: A Historiographical Handbook. Greenwood Publishing Group. ISBN 978-0-313-24107-9.
- Young, Norwood; Murray, John (1908). Handbook for Rome and the Campagna. E. Stanford.

### Antikken
- Plutarch (1917) [2nd century AD]. "Life of Pompey". Parallel Lives. Loeb Classical Library. Vol. 5. Oversat af Perrin, Bernadotte. Harvard University Press. OCLC 40115288 – via LacusCurtius.